# Prisonniers de guerre roumains en Union soviétique

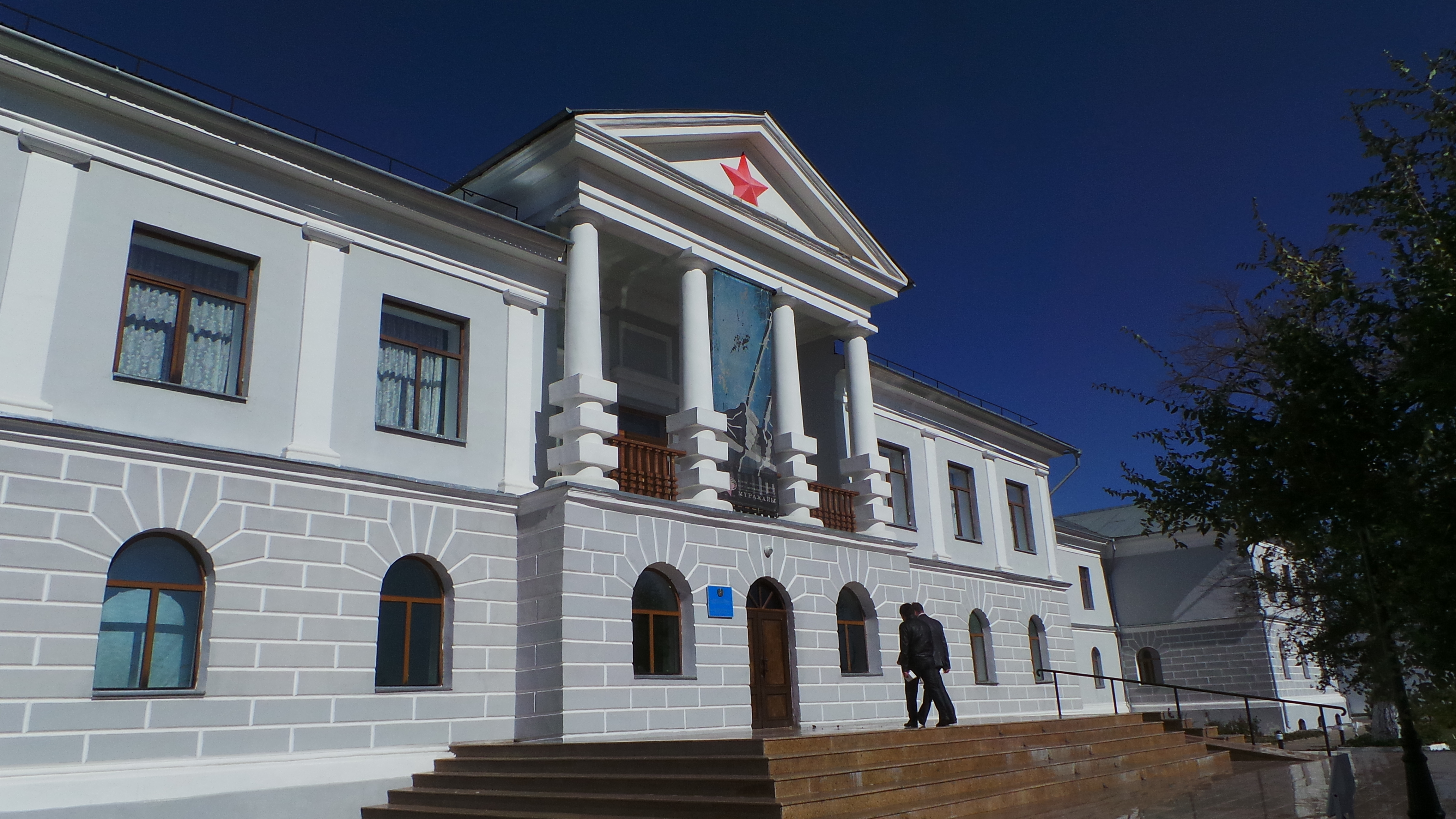
Même collection mais en anglais

À la fin de la Seconde Guerre mondiale, le nombre de prisonniers de guerre roumains en Union soviétique était important, environ 140 000 d'entre eux ayant été fait prisonnier, même après le 23 août 1944, date à laquelle la Roumanie fit alliance avec les puissances alliées, mettant fin à celle passée avec l'Axe.

## Histoire
Ces prisonniers de guerre travaillèrent dans différents camps de travail. Certains étaient originaires de Bessarabie et de Bucovine du Nord, qui avaient été occupés par l'Union soviétique en 1940, certains étaient d’« authentiques » Roumains.
Par exemple, 6 730 Roumains travaillaient dans le camp Spassky de Karlag, situé dans l’Oblast de Karaganda, en république socialiste soviétique kazakhe, à Vorkouta, à Norilsk, et dans d'autres endroits. Le camp Spassky no 99 fut créé en juillet 1941, et était le plus grand camp de prisonniers de guerre dans la région. Alors que la plupart de ces prisonniers étaient allemands et japonais, plus de 8 000 d'entre eux étaient des prisonniers de guerre roumains. Plus de 1 100 de ces prisonniers roumains périrent au camp Spassky, en raison des conditions difficiles qui y régnait.
Un rapport d’avril 1946 fait à Viatcheslav Molotov établissait qu’en 1945, 61662 prisonniers de guerre roumains avaient été rapatriés, 20 411 ont pris part à la formation des divisions roumaines de volontaires, et environ 50 000 était encore dans des camps de travail. Le dernier prisonnier de guerre roumain fut libéré en 1956. Certains furent arrêtés de nouveau par les autorités roumaines communistes à leur arrivée en Roumanie « pour avoir fait la guerre à l'Union soviétique », et envoyé à la prison de Sighet.
Le 9 septembre 2003, un monument de granite fut inauguré au cimetière du camp Spassky par le président roumain Ion Iliescu.  

## Sources
- (en) Cet article est partiellement ou en totalité issu de l’article de Wikipédia en anglais intitulé « Romanian prisoners of war in the Soviet Union » (voir la liste des auteurs).